# ناحیه دالتون، میشیگان
ناحیه دالتون (به انگلیسی: Dalton Township) یک منطقهٔ مسکونی در ایالات متحده آمریکا است که در شهرستان موسکگون، میشیگان واقع شده‌است.
 ناحیه دالتون ۹۴٫۵ کیلومتر مربع مساحت و ۹٬۳۰۰ نفر جمعیت دارد و ۲۰۶ متر بالاتر از سطح دریا واقع شده‌است.